# 多治比牛養
多治比 牛養（たじひ の うしかい、生没年不詳）は、奈良時代の貴族。官位は従五位上・備後守。

## 経歴
天平9年（737年）藤原四兄弟没後の新体制人事において、牛養は従五位下に叙爵し、翌天平10年（738年）右少弁に任官する。天平12年（740年）従五位上に叙せられると、のち民部大輔に任ぜられる。天平14年（742年）の聖武天皇の紫香楽行幸では装束司及び後方の次第司を務めた。
天平17年（745年）鎮西府を改めて大宰府が再設置されると、大弐・石川加美に次いで大伴三中とともに少弐に任ぜられる。天平19年（747年）備後守に転じた。

## 官歴
『続日本紀』による。
- 時期不詳：正六位上
- 天平9年（737年） 9月28日：従五位下
- 天平10年（738年） 閏7月7日：右少弁
- 天平12年（740年） 11月21日：従五位上
- 天平14年（742年） 8月21日：見民部大輔
- 天平17年（745年） 6月5日：大宰少弐
- 天平19年（747年） 6月23日：備後守